# Australske dollar
Australske dollar er valutaen i Australien. Valutakoden er AUD. En dollar deles op i 100 cent. Australien var i 1988 det første land til at indføre polymersedler, og i dag er alle australske sedler lavet af polymer.
Australske dollar benyttes også i Kiribati, Nauru og Tuvalu, hvor sidstnævnte også har egen valuta – tuvaluanske dollar.